# Petkovce
Petkovce este o comună slovacă, aflată în districtul Vranov nad Topľou din regiunea Prešov. Localitatea se află la altitudinea de 209 m deasupra n.m., se întinde pe o suprafață de 4,35 km2 și în 2017 număra 146 de locuitori.

## Istoric
Localitatea Petkovce este atestată documentar din 1363.

## Demografie
| An:                | 1994 | 2004   | 2014 | 2024   |
| ------------------ | ---- | ------ | ---- | ------ |
| Număr de persoane: | 148  | 147    | 147  | 133    |
| Diferență:         |      | −0,67% | +0%  | −9,52% |

| An:                | 2023 | 2024   |
| ------------------ | ---- | ------ |
| Număr de persoane: | 135  | 133    |
| Diferență:         |      | −1,48% |